# 佩里耶帕蒂
佩里耶帕蒂（Periyapatti），是印度泰米尔纳德邦Namakkal县的一个城镇。总人口10333（2001年）。

## 人口
该地2001年总人口10333人，其中男性5238人，女性5095人；0—6岁人口1229人，其中男604人，女625人；识字率69.21%，其中男性为76.50%，女性为61.71%。